# Музичний твір
Музичний твір — твір, художні образи котрого виражені за допомогою звуків. Автор музичного твору називається композитором. Музичний твір може існувати у вигляді нотного запису, виконання, звукозапису (цифрового чи аналогового) та відеозапису. Коли композитор робить нотний запис музичного твору, кажуть, що він «написав музику».
Музичним творам властиві внутрішня завершеність й умотивованість цілого, індивідуалізованість змісту і форми, визначена особистістю автора, детальна фіксація нотного запису, що припускає мистецтво виконавської інтерпретації.
В академічній музиці твором називають будь-яку музичну композицію, незалежно від обсягу чи форми. У розважальній музиці, термін «твір» вживається лише для найзначніших композицій, частіше джазових та рокових. Простіші форми окреслюють терміном «пісня», хоча з погляду авторського права, останні також вважаються творами.

## Історичний нарис
Музичний твір як поняття і як спосіб існування музики відкристалізувався порівняно пізно. Й. Ґ. Гердер і В. Гумбольдт вважали закінченість не властивою музиці, визначаючи сутність останньої поняттям «діяльність» (Opus, Energia, Tätigkeit), а не «твір» (Ergon, Werk). За подібним поглядом стояла тривала традиція усвідомлення процесуальності мистецтва звуків. Адама із Фульди (1490) «мінливість» музичного часу змусила назвати музику «роздумом про смерть». А. Бонавентура уважав, що музичний опус може бути «гарним і корисним» (pulchurum et utile), але не «закінченним» (stabile).
Пізніше, коли нотний текст у суспільній свідомості був ототожнений з результатом композиторської діяльності, з'явилося уявлення про завершеність звукового цілого. Для музичного авангардизму характерний розрив із традицією музичних творів; твір заміняється «відкритою формою», «подією», «акцією».
У наші дні музичний твір як індивідуальна цілісність найчастіше розпадається в стереотипному, «конвеєрному» виробництві опусів, що представляють масову музичну культуру (шлягер).

## Інтелектуальна власність
Музичний твір є об'єктом права інтелектуальної власності, а саме авторського права. З погляду авторського права, нотний запис розглядається як «письмовий літературний твір».
Під час використання музичного твору із текстом одночасно використовується й літературний твір (наприклад вірш).
Таким чином, об'єкти авторського права, створені композитором, це: цілісний музичний твір, уривок музичного твору, нотний запис музичного твору, та мелодія як компонент музичної форми твору.